# Bartolomeo Eustachi
Bartolomeo Eustachi (San Severino prop de Macerata, actual Itàlia, 1500 o 1514 – Fossombrone, 27 d'agost del 1574), també conegut pel seu nom llatí d'Eustachius, va ser un dels fundadors de la ciència de l'anatomia humana.

## Vida
Fou contemporani de Vesalius, amb qui comparteix la reputació d'haver creat la ciència de l'anatomia humana.

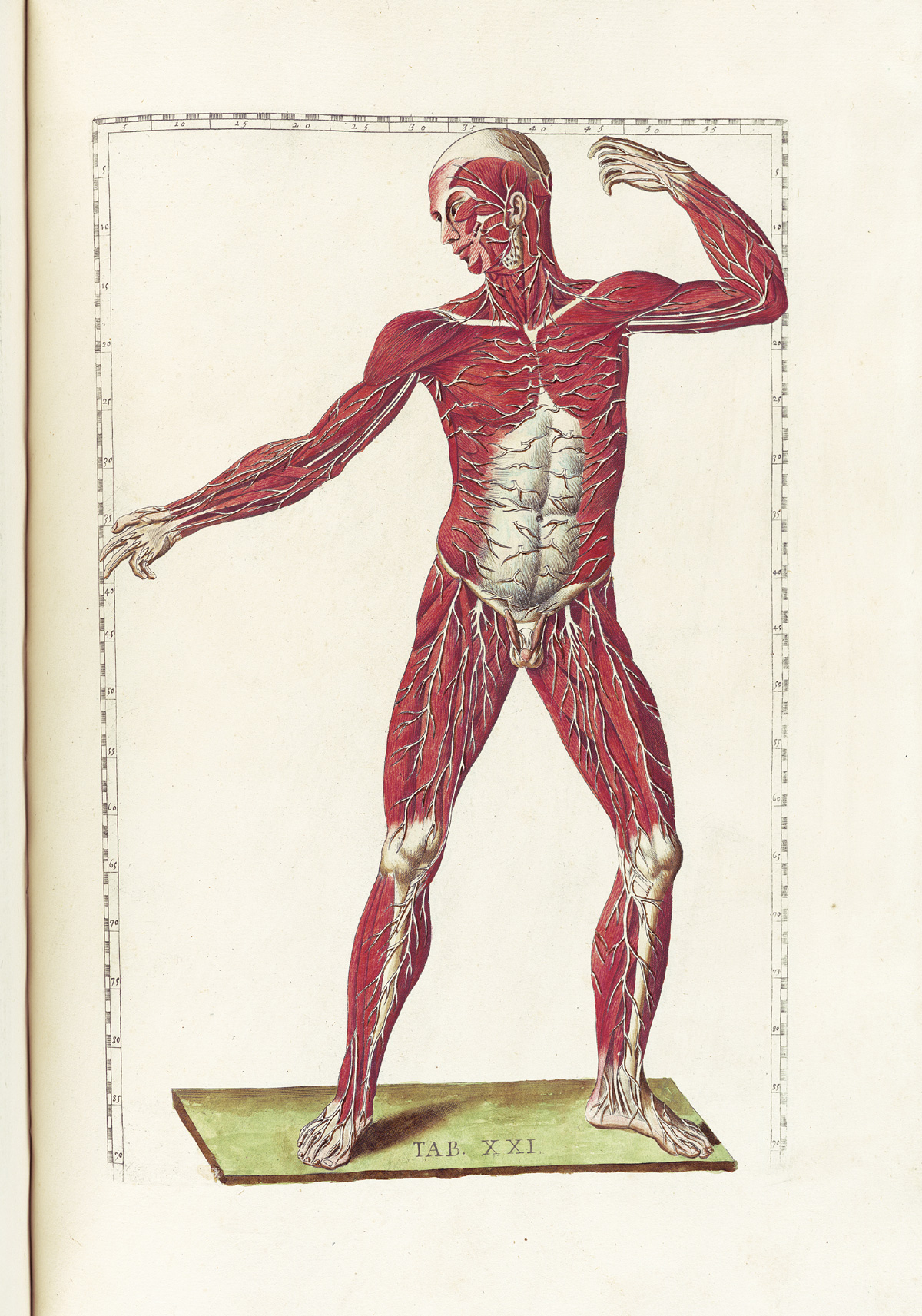
Tabulae anatomicae (Roma, 1783) Taula 21

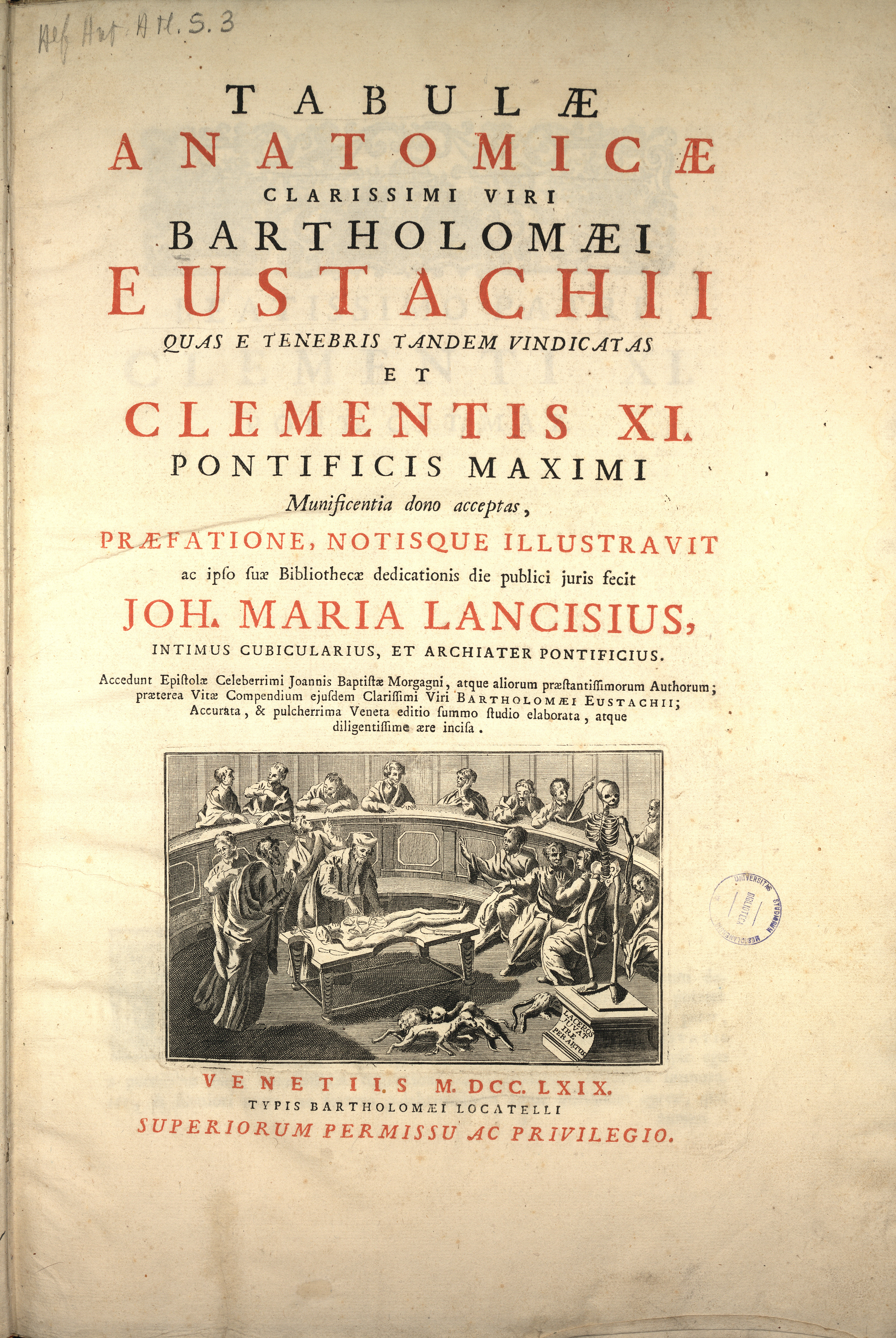
Tabulae anatomicae (Roma, 1783) Portada

És conegut com un partidari de Galè i amplià el coneixement de l'orella interna redescobrint i descrivint correctament el conducte que porta el seu nom. És el primer que va descriure els músculs interns i anteriors del martell de l'estapedi, i la complicada figura de la còclea. També fou el primer que va estudiar amb precisió l'anatomia de les dents, i els fenòmens de la primera i segona dentició. Eustachi també va descobrir les glàndules suprarenals (esmentades el 1563).
La seva obra més important, que no va ser capaç de publicar, es titula Tabulae anatomicae. Aquestes tabulae o gravats es van completar el 1552, nou anys després que Vesal les publiqués.
Publicats per primera vegada en 1714 per Giovanni Maria Lancisi arquiatre del Papa Climent XI, i de nou el 1744 per Cajetan Petroli, i de nou en 1744 per Bernhard Siegfried Albinus, i posteriorment a Bonn en 1790, els gravats mostren que Eustachius havia disseccionat amb la major cura i diligència, i havia dut a terme els màxims esforços per donar només punts de vista de la forma, mida i posició relativa dels òrgans del cos humà. El fet que el seu llibre es convertís en un èxit de vendes més d'un segle després de la seva mort mostra l'abast de les restriccions religioses en els anatomistes sobretot al Renaixement.
Les primeres set plaques il·lustren l'estructura dels ronyons i d'alguns aspectes relacionats amb l'estructura de l'orella. El vuitè representa el cor, les ramificacions de la vena àziga, i la vàlvula de la vena cava que porta el nom de l'autor. En els set plaques posteriors es dona una successió de diferents punts de vista de les vísceres del pit i l'abdomen. La dissetena conté el cervell i la medul·la espinal; i el divuitè vistes més precises sobre l'origen, l'evolució i la distribució dels nervis que s'havia donat abans. Catorze plaques estan dedicades als músculs.
Eustachi no va limitar les seves investigacions a l'estudi de l'anatomia relativa. Va investigar l'estructura íntima dels òrgans amb assiduïtat i èxit. Allò que requeria massa minuts per a la visió sense ajuda ho va inspeccionar mitjançant ulleres (els primers microscopis). L'estructura que no podia ser entès en l'estat recent es desdoblava per maceració en diferents fluids, o es feia més diferent per injecció i dessecació. Els fets il·lustrats per aquestes il·lustracions són tan importants que s'ha dit que, si l'autor hagués tingut la sort de publicar-los, anatomia hauria assolit la perfecció al segle xviii, almenys, dos segles abans. La seva reclusió durant aquest període a la biblioteca papal ha donat celebritat a molts noms que s'han conegut només amb la verificació dels descobriments d'Eustachi.